# Australodelphis
Australodelphis es un género extinto de delfín del Plioceno con una única especie descrita, Australodelphis mirus. El género es conocido a partir de fósiles hallados en la formación Sørsdal, en la península Mule, en las colinas Vestfold en el este de la Antártida. Este género ha sido descrito como un ejemplo de evolución convergente con las ballenas picudas.

## Historia y denominación
El nombre Australodelphis se deriva del latín australis que significa del sur y delphis que se traduce como delfín. El nombre de la especie, mirus en latín significa extraño o maravilloso, y fue escogido para reflejar la inesperada morfología del espécimen tipo. Aunque no fue descrito hasta 2002, el espécimen tipo de A. mirus fue recolectado entre 1985 a 1986, y cuatro especímenes adicionales fueron hallados entre 1986 a 1994. Antes de la descripción de Australodelphis en 2002, el género fue mencionado brevemente en varias publicaciones entre 1988 y 1993. El cráneo del holotipo fue estudiado en 1988 por R. E. Fordyce y el nombre Australodelphis mirus apareció por primera vez como un nomen nudum en la obra de E. H. Colbert de 1991 "Mesozoic and Cainozoic tetrapod fossils from Antarctica". Una segunda especie de Australodelphis fue señalada por R. E. Fordyce y G. Quilty en su publicación de 1993 del contexto estratigráfico de los sedimentos de la Planicie Marina, pero esta segunda especie aún no ha sido descrita formalmente.

## Localidad tipo
La localidad tipo del género hace a Australodelphis el primer vertebrado del Plioceno en ser nombrado de la Antártida, y el primer cetáceo en ser nombrado de sedimentos que datan de después de la separación final de Gondwana. Todos los especímenes conocidos de Australodelphis provienen de estratos de la formación Sørsdal Formation la cual aflora en la Planicie Marina, cerca de 8 km al sur de la base Davis en el este de la Antártida. Los fósiles son hallados en limolita arcillosa poco o muy fija, datada en 4.5 a 4.1 millones de años, lo que sitúa a los sedimentos en el Plioceno Inferior. Los cetáceos de la formación Sørsdal son hallados en asociación con la extinta diatomea Fragilariopsis barronii y el pectínido Chlamys tuftensis. Los sedimentos de grano fino apenas manipulados, combinados con los huesos de cetáceos y las deposiciones de diatomeas, indican que el área era un arrecife interior glaciomarino poco profundo y abrigado.

## Especímenes
El holotipo, CPC 25730, fue reconstruido a partir de cientos de piezas rotas y congeladas usando una combinación de acetato de polivinilo y resina epóxica. Esto evitó el uso del ácido acético, requiriéndose en cambio el uso de métodos mecánicos para la preparación del ejemplar. CPC 25730 consiste en las mandíbulas izquierda y derecha incompletas y un cráneo incompleto al que le falta el basicráneo. Los otro cuatro especímenes consisten en: un rostrum parcial; un cráneo parcial consistente en el lado derecho; la sección posterior de un cráneo incluyendo el basicráneo; y un cráneo parcial consistente en la región nasal y un molde endocraneal parcial. Varios rasgos del cráneo de Australodelphis indican su posición en la familia Delphinidae. Estos rasgos incluyen la asimetría en los extremos del premaxilar, un pars cochlearis inflado, y un tímpanoperiótico el cual no está suturado con el hueso escamosal. El género también muestra algunas similitudes con el género actual Mesoplodon, un miembro de la familia de las ballenas con pico (Ziphiidae), ya que posee un rostro alargado y sin dientes con amplios flancos maxilares y la bulla timpánica lateralmente comprimida.

## Clasificación taxonómica
Los patrones generales de suturas del cráneo son propios de los Delphinidae, mientras que la topografía del rostro y del lado superior del cráneo es muy similar a los Ziphiidae, lo que complica considerablemente la clasificación de este género.  O. Lambert señaló que Australodelphis tenía rasgos del rostro parecidos a la de las ballenas con pico. Sin embargo, los primeros miembros verdaderos de Delphinidae aparecieron al final del Oligoceno, por lo tanto se estima que el último ancestro común tanto de Delphinidae como de Ziphiidae vivió hace 30 millones de años, mucho antes de la existencia de Australodelphis. La evidencia, tanto morfológica como temporal, sugiere que Australodelphis es un miembro de la familia Delphinidae. En su discusión de la especie Archaeoziphius microglenoideus, los autores de su descripción O. Lambert y S. Louwye señalaron las similitudes con los zífidos pero reafirmaron la clasificación de Australodelphis. El espécimen de Messapicetus sp. CMM-V-3138, hallado en la formación St. Marys en Calvert Cliffs, Maryland, destaca por ser lo suficientemente parecido en estructura como para haber derivado de Australodelphis. Sin embargo, también hay suficientes diferencias como para hacer remota esta posibilidad. La estructura facial de Australodelphis indica un posible estilo de alimentación parecido a los de los zífidos, consistente en la rápida apertura de la boca para producir succión para capturar presas de cuerpo blando. Esto es sustentado por el rostro desdentado, el cual haría que capturar a las presas con un movimiento de tenaza fuera dificultoso, además del reducido tamaño de los músculos temporales. La estructura del área nasal indica que Australodelphis probablemente tenía músculos nasofaciales agrandados parecidos a los de Mesoplodon e indican la posible habilidad de generar sonidos de alta frecuencia usados en la ecolocalización.